# 佐藤信彦 (国文学者)
佐藤 信彦（さとう のぶひこ、1902年5月11日 - 1977年2月3日）は、慶應義塾大学文学部教授などを務めた、日本の国文学者。

## 経歴
彦根藩出身の軍人であった父の任地だった島根県那賀郡浜田町（後の浜田市の中心部）で生まれ、宮城県立仙台第一中学校（宮城県仙台第一高等学校の前身）を経て、東京の私立日本中学校（日本学園中学校・高等学校の前身）に転じ、校長だった杉浦重剛の薫陶を受けた。1920年に卒業して、慶應義塾大学文学部予科に入学し、1924年には本科国文学科に進んで、折口信夫の指導を受け、川合貞一や田中豊蔵に学ぶ。1927年に大学を卒業して予科の国語教師に採用され、その後、1943年に藤山工業図書館の事務監督・主事、1945年から1947年にかけて工学部事務監督を兼任となり、戦中戦後の混乱期に、大学行政の一翼を担った。
1949年に文学部教授となり、定年退職した1970年3月まで、その任にあり、さらに1976年まで大学院で教鞭を執った。
在職中には、折口の後を受けて国文学科の主任教授を長く務めたほか、1964年4月から1968年9月まで斯道文庫の文庫長を務めた。
大学外でも、1952年6月から1957年7月まで大学基準協会事務局長を務めたほか、大学関係の諸団体の役職や、文部省の委員などを多数務めた。

## 人物
佐藤は、学識深く、また、座談の名手であったとされるが、「教育と講義に全力投球する」と称し、伍堂山平の筆名で私家版として出した詩集『ばさら詩抄』のほかは著書を出さず、論文などもほとんど書かなかった。生前、『三田文学』などに発表された論文等をまとめた『人間の美しさ』は、没後の1978年に私家版として刊行された。
『謹訳 源氏物語』に関するインタビューで林望は、佐藤の講義を受けて「初めて意識的に源氏物語を読んだ」とし、「解釈とはすべての可能性を吟味した上でのみ成立するものだと教わりました」と述べ、当時の佐藤が講義で語った解釈のメモを見返すと、「当時の私には理解できなかったけれども、先生がいかに深いことをおっしゃっていたのか、改めて知らされた」と語っている。